# Dario Cerrato
Dario Cerrato (Corneliano d'Alba, 28 september 1951) is een Italiaans voormalig rallyrijder.

## Carrière
Dario Cerrato debuteerde in 1973 in de rallysport. In de jaren zeventig en tachtig profileerde hij zich tot een van de voornaamste rijders in het Italiaans rallykampioenschap. In 1985 schreef hij voor het eerst de Italiaanse titel op zijn naam in een Lancia Rally 037, maar groter succes kwam datzelfde jaar toen hij ook gekroond werd als de Europees kampioen. Met de Lancia Delta S4 won hij opnieuw het Italiaans rallykampioenschap in 1986, om vervolgens met de Groep A-Lancia Delta Integrale wederom Europees kampioen te worden in 1987, om daarna tussen 1988 en 1991 nog eens vier keer achtereenvolgend de nationale titel op zijn naam te schrijven. Cerrato was in deze periode ook met regelmaat actief in het wereldkampioenschap rally. Hij behaalde een tweede plaats tijdens de rally van San Remo in 1986, maar de resultaten van die rally zouden later worden geannuleerd. Hij behaalde in dit evenement uiteindelijk alsnog een derde plaats in 1988 en 1991. In het 1990 seizoen eindigde hij ook als zesde in het kampioenschap voor de rijders.
In 2008 en 2011 nam Cerrato deel aan de Rally Legend in San Marino, een van de grotere historische rallyevenementen ter wereld.

## Complete resultaten in het wereldkampioenschap rally
| Seizoen | Inschrijving          | Auto                       | 1      | 2     | 3       | 4   | 5   | 6   | 7   | 8       | 9       | 10      | 11      | 12    | 13  | 14  | Pos. | Punten |
| ------- | --------------------- | -------------------------- | ------ | ----- | ------- | --- | --- | --- | --- | ------- | ------- | ------- | ------- | ----- | --- | --- | ---- | ------ |
| 1975    | Dario Cerrato         | Opel Ascona                | MON    | ZWE   | KEN     | GRI | MAR | POR | FIN | ITA DNF | FRA     | GBR     |         |       |     |     | N/A  | N/A    |
| 1977    | Dario Cerrato         | Opel Kadett GT/E           | MON    | ZWE   | POR     | KEN | NZL | GRI | FIN | CAN     | ITA DNF | FRA     | GBR     |       |     |     | N/A  | N/A    |
| 1978    | Dario Cerrato         | Opel Kadett GT/E           | MON    | ZWE   | POR     | KEN | GRI | FIN | CAN | ITA DNF | IVK     | FRA     | GBR     |       |     |     | N/A  | N/A    |
| 1979    | Conrero               | Opel Ascona B              | MON    | ZWE   | POR     | KEN | GRI | NZL | FIN | CAN     | ITA 5   | FRA     | GBR     | IVK   |     |     | 28   | 8      |
| 1980    | Conrero               | Opel Ascona 400            | MON    | ZWE   | POR     | KEN | GRI | ARG | FIN | NZL     | ITA DNF | FRA     | GBR     | IVK   |     |     | –    | 0      |
| 1981    | Fiat Auto Torino      | Fiat 131 Abarth            | MON 11 | ZWE   | POR DNF | KEN | FRA | GRI | ARG | BRA     | FIN     | ITA 8   | IVK     | GBR   |     |     | 47   | 3      |
| 1982    | Conrero Squadra Corse | Opel Ascona 400            | MON    | ZWE   | POR     | KEN | FRA | GRI | NZL | BRA     | FIN     | ITA DNF | IVK     | GBR   |     |     | –    | 0      |
| 1983    | Conrero               | Opel Manta 400             | MON    | ZWE   | POR     | KEN | FRA | GRI | NZL | ARG     | FIN     | ITA 6   | IVK     | GBR   |     |     | 28   | 6      |
| 1984    | Conrero               | Opel Manta 400             | MON    | ZWE   | POR     | KEN | FRA | GRI | NZL | ARG     | FIN     | ITA DNF | IVK     | GBR   |     |     | –    | 0      |
| 1985    | Jolly Club            | Lancia Rally 037           | MON    | ZWE   | POR     | KEN | FRA | GRI | NZL | ARG     | FIN     | ITA 5   | IVK     | GBR   |     |     | 26   | 8      |
| 1986    | Lancia Martini        | Lancia Delta S4            | MON    | ZWE   | POR     | KEN | FRA | GRI | NZL | ARG     | FIN     | IVK     | ITA 2   | GBR   | VST |     | –    | 0      |
| 1988    | Jolly Club            | Lancia Delta Integrale     | MON    | ZWE   | POR     | KEN | FRA | GRI | VST | NZL     | ARG     | FIN     | IVK     | ITA 3 | GBR |     | 20   | 12     |
| 1989    | Jolly Club            | Lancia Delta Integrale     | ZWE    | MON 7 | POR     | KEN | FRA | GRI | NZL | ARG     | FIN     | AUS     | IVK     | ITA 4 | GBR |     | 23   | 14     |
| 1990    | Jolly Club            | Lancia Delta Integrale 16V | MON 4  | POR 4 | KEN     | FRA | GRI | NZL | ARG | FIN     | AUS     | ITA 4   | IVK     | GBR   |     |     | 6    | 30     |
| 1991    | Jolly Club            | Lancia Delta Integrale 16V | MON    | ZWE   | POR     | KEN | FRA | GRI | NZL | ARG     | FIN     | AUS     | ITA 3   | IVK   | SPA | GBR | 19   | 12     |
| 1993    | Jolly Club            | Lancia Delta HF Integrale  | MON    | ZWE   | POR     | KEN | FRA | GRI | ARG | NZL     | FIN     | AUS     | ITA DNF | SPA   | GBR |     | –    | 0      |

Noot:
- Het concept van het wereldkampioenschap rally tussen 1973 en 1976 hield in dat er enkel een kampioenschap open stond voor constructeurs.
- In 1977 en 1978 werd de FIA Cup for Drivers georganiseerd. Hierin meegerekend alle WK-evenementen, plus tien evenementen buiten het WK om.